# مارغريت هارل
مارغريت هارل (بالفرنسية: Marguerite Harl)‏ (3 أبريل 1919 - 30 أغسطس 2020)، هي باحثة وكاتبة ومترجمة فرنسية، عملت على الترجمة السبعينية، وفيلون السكندري، وكتاب آباء الكنيسة الأوائل مثل كليمان الإسكندرية وأوريجانوس.
ولدت في بلدة آش يوم 3 أبريل 1919 وأصبحت تلميذة لهنري إريني مارو. توفيت هارل في 30 أغسطس 2020 بمدينة باريس عن عمر يناهز 101 عامًا.

## روابط خارجية
- مارجريت هارل على data.bnf.fr